# 1943

## أحداث
- تأسيس مدينة سري جانجانجر[الإنجليزية] وتقع حاليا في الهند.
- تأسيس مدينة دوق دي كاكسياس وتقع حاليا في البرازيل.

### كانون ثاني/يناير
- 11 يناير - الولايات المتحدة والمملكة المتحدة تتخليان عن مزاعمهما في الصين.
- 14 يناير - فرانكلين ديلانو روزفلت الرئيس الأمريكي الأول الذي يسافر بطائرة من ميامي، فلوريدا إلى المغرب للقاء ونستون تشرشل لمناقشة الحرب العالمية الثانية.
- 15 مايو - تأسيس منظمة الشباب الصومالي[1][2]

### يونيو
1 يونيو - إسقاط طائرة الخطوط الجوية البريطانية الرحلة 777 وهي رحلة ركاب مجدولة فوق خليج بسكاي بواسطة طائرات ألمانية من طراز يونكرز يو 88، ومات جميع الأشخاص السبعة عشر الذين كانوا على متنها بما في ذلك الممثل ليزلي هوارد.

## مواليد
- ألفونسو فاليجو، كاتب إسباني.
- يوسف ناصر ، شاعر كويتي.
- سميرة الشرباتي، شاعرة فلسطينية.
- عبد المالك التميمي. مؤرخ وأكاديمي كويتي.
- كاظم بهبهاني ، بروفيسور وعالم مناعة كويتيز

### يناير
- 26 يناير - سعاد حسني ممثلة مصرية.

### مارس
- 7 مارس - السيد سعيد، قارئ قرآن مصري.
- 23 مارس - محمد محمد صادق الصدر عالم دين ومرجع شيعي عراقي.

### أبريل
- 23 أبريل - فايتنغ هارادا، ملاكم ياباني.

### أكتوبر
- 10 أكتوبر - إبراهيم الأسود بنحمادي، قصاص ومثقف تونسي معاصر.

### أغسطس
- 31 أغسطس - حسن توفيق، شاعر مصري.
- 7 أغسطس - محمد بديع ، مرشد الأخوان

## وفيات
- أدوارد دويزي
- ألفريد نوسيج
- أمين المعلوف
- أوتو إيرلر
- أوتو بفلانتسل
- إيسوروكو ياماموتو
- برونسيلاف مالينوفسكي
- بوريس الثالث من بلغاريا
- بيتر زيمن
- تاج الدين الحسني
- جون كالهون فيليبس
- سيرجي رخمانينوف
- سينجورو هاياشي
- عبد الحميد الديب
- عبد العزيز البشري
- علي الدقر
- عيسى بن صالح الطائي
- كارل لاندشتاينر
- لورينزو بارسيلاتا
- محمد التلاتلي
- محمد فهمي عبد المجيد
- مساعد العازمي
- نيكولا تسلا
- هنري لافونتين
- هنريك بونتوبيدان
- يوهان لودفيغ مفينكل
- آرثر روبين عالم اقتصاد واجتماع، وقائد صهيوني ومنظم المستوطنات الزراعية في فلسطين.
- 15 يناير - إريك نايت، كاتب أدب أطفال إنجليزي.

## نال جائزة نوبل
- في الفيزياء – الأمريكي أوتو شتيرن.
- في الكيمياء – السويدي جورج هيفيشي.
- في الطب – مناصفة بين الدانماركي هنريك دام والأمريكي أدوارد دويزي.
- في الأدب – محجوبة بسبب الحرب.
- في السلام – محجوبة بسبب الحرب.